# 伊爾米尼奧河
36°54′19″N 14°44′30″E / 36.90528°N 14.74167°E

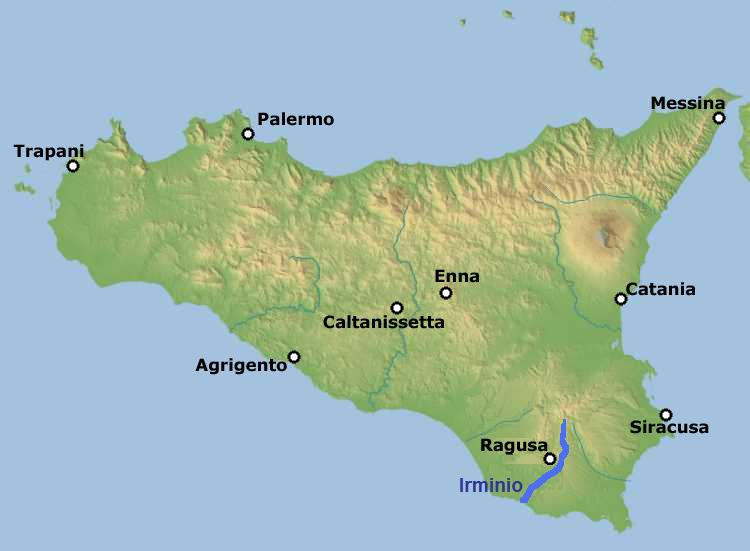

伊爾米尼奧河是意大利的河流，位於西西里島東南部，河道全長55公里，流域面積254.56平方公里，最終注入地中海，河道上位於拉古薩和賈拉塔納之間高57.1米的水壩於1983年落成。